# 965.
◄ | 9. stoljeće | 10. stoljeće | 11. stoljeće | ►
◄ | 930-ih | 940-ih | 950-ih | 960-ih | 970-ih | 980-ih | 990-ih | ►
◄◄ | ◄ | 962. | 963. | 964. | 965. | 966. | 967. | 968. | ► | ►►
Astronomija • Knjige • Književnost • Kršćanstvo • Pravo • Promet

## Smrti
- 1. ožujka – Lav VIII., papa
- 4. srpnja – Benedikt V., papa

## Vanjske poveznice
|  | Zajednički poslužitelj ima još gradiva o temi 965. |